# Università ecclesiastica San Damaso
L'Università ecclesiastica San Dámaso (in spagnolo Universidad Eclesiástica San Dámaso) è un'università cattolica spagnola eretta dalla Santa Sede nell'arcidiocesi di Madrid. Propone corsi di filosofia, teologia, letteratura cristiana e classica, diritto canonico e scienze della religione, con validità ufficiale in tutte le università della Chiesa cattolica. Il suo nome è tratto dal papa Damaso I.
Si trova nel centro di Madrid, accanto alla famosa basilica di San Francisco el Grande e contigua al Seminario conciliare di Madrid, dove è sede della biblioteca e della facoltà di letteratura cristiana e classica.
Sotto il motto Veritatis Verbum communicantes, l'università svolge un compito di formare aspiranti al sacerdozio o ad altre forme di vita consacrata, anche se è aperto a chiunque voglia approfondire scientificamente e rigorosamente nella fede cattolica. Inoltre, collabora attivamente in diversi programmi educativi dell'arcidiocesi di Madrid, come la formazione permanente dei sacerdoti e la Scuola degli agenti pastorali.

## Storia
L'Università di San Damaso fu costituita nel 1906 in occasione del seminario conciliare di Madrid. Nel 1990 fu approvata dalla Congregazione per l'educazione cattolica del centro studi di San Damaso. Grazie agli sforzi dell'allora arcivescovo di Madrid, Antonio María Rouco Varela, è cresciuta notevolmente e ha raggiunto sempre più prestigio e consolidamento istituzionale. Così, nel 1996, fu istituita la facoltà di teologia. In quell'anno avevano già avuto inizio i corsi dell'Istituto di scienze religiose e dell'Istituto San Giustino. Dalla metà degli anni '90 crebbe, dunque, l'offerta didattica. Nel 2000 furono approvati gli statuti dell'Istituto di scienze religiose, mentre nel 2007 fu fondato l'Istituto di diritto canonico e nel 2008 fu istituita la facoltà di filosofia. Nel 2010 l'istituto San Giustino diventa la facoltà di letteratura cristiana e classica San Giustino.
Infine, nel 2011 l'Istituto di diritto canonico divenne anche facoltà di diritto canonico. Il 28 giugno dello stesso anno, la Santa Sede, attraverso la Congregazione per l'educazione cattolica, elesse San Damaso a Università Ecclesiastica. Javier Prades López fu nominato delegato dell'arcivescovo di Madrid, Antonio Maria Rouco Varela. Egli stesso fu eletto preside dell'istituto il 3 ottobre dello stesso anno, all'apertura solenne del primo corso universitario in società con Zenon Grocholewski, prefetto della Congregazione cardinale per l'educazione cattolica, che tenne la lezione inaugurale.
Il 22 dicembre 2011 il teologo Javier Prades Lopez fu nominato primo rettore dell'Università ecclesiastica di San Damaso, in carica dal 27 gennaio 2012. Nel 2012 fu inaugurato il nuovo Istituto superiore di scienze religiose con due modalità: lezioni frontali e a distanza. Fu il risultato dell'integrazione della SCCRR a distanza San Agustín con l'ISCCRR San Damaso.

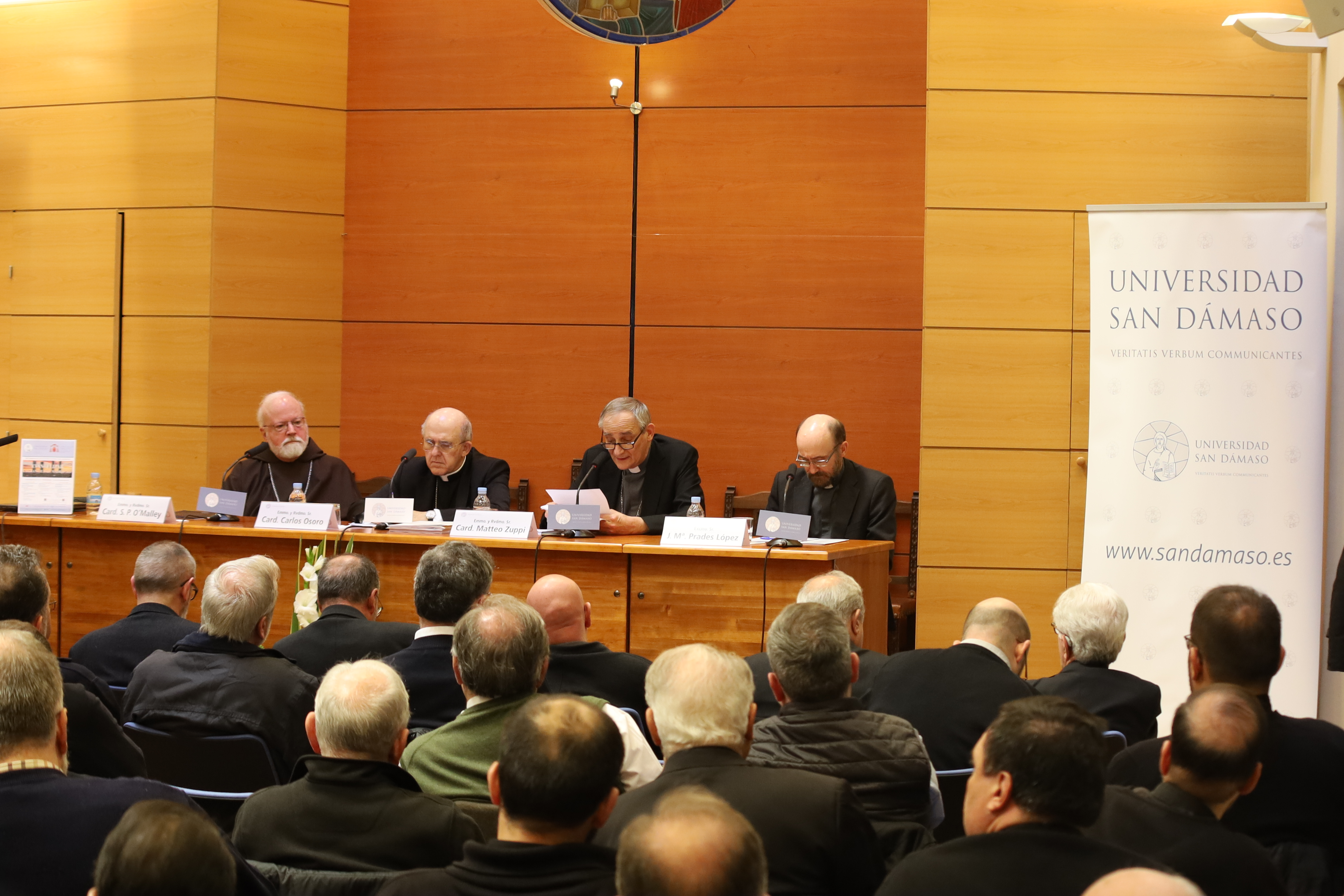
Conferenza all'Università San Dámaso con i cardinali Osoro, Zuppi e O'Malley

Ha un ufficio di ricerca e relazioni internazionali che consente ai propri studenti di studiare in varie università europee e a studenti europei di studiare a San Damaso grazie al Progetto Erasmus.
Nell'anno accademico 2021/2022, la Facoltà di Teologia celebra il suo 25º anniversario.

## Biblioteca
È importante la grande biblioteca, che ha molti volumi, alcuni di un certo valore e antichità; molti di questi tomi furono salvati da José María García Lahiguera durante il periodo della persecuzione religiosa durante la guerra civile spagnola. La biblioteca soddisfa, oltre alle funzioni accademiche, una missione di offerta della cultura cristiana al mondo contemporaneo. Il suo catalogo è accessibile via Internet.

## Riviste e pubblicazioni
L'ateneo ha pubblicato numerosi libri corrispondenti alle discipline di cui opera: il servizio di pubblicazioni ha mantenuto diverse collezioni bibliografiche per anni. Inoltre mantiene la regolare pubblicazione di quattro riviste: Teologia e Catechesi, Revista Española de Teología, Studi Biblici e Ius communionis.